# ФК Понцијана
ФК Понцијана 1912 (итал. Circolo Sportivo Ponziana 1912) је италијански фудбалски клуб из Трста, основан 1912. године. Клуб се тренутно такмичи у групи Фурланијско-Јулијске крајине Промоциона, седмог ранга такмичења у италијанском фудбалу. 
Клуб је одиграо три сезоне у Првој лиги Југославије, од 1946/47. до 1948/49., због јединствене политичке ситуације тада у Трсту.